# 山东省济南市人民检察院
山东省济南市人民检察院是中华人民共和国山东省济南市的国家的法律监督机关，对济南市人民代表大会及常务委员会和山东省人民检察院负责并报告工作，接受济南市人民代表大会及其常务委员会的监督和山东省人民检察院的领导。

## 历史沿革
1951年1月5日，济南市人民检察署正式成立。1955年1月，济南市人民检察署改为济南市人民检察院。1966年文化大革命开始后，检察机关陷于瘫痪状态。1968年实行军事管制，由中国人民解放军济南市公安机关军事管制委员会接管并行使职权。同年9月市检察院撤销。1978年8月，重建济南市人民检察院。同年10月1日，正式对外办公。

## 职责
1. 依法向市人民代表大会及其常务委员会提出议案。
2. 领导全市人民检察院的工作，部署全市检察工作任务。
3. 对重大刑事案件依法审查批准逮捕、决定逮捕、提起公诉；领导全市人民检察院开展对刑事犯罪案件的审查批准逮捕、决定逮捕、提起公诉工作。
4. 领导全市人民检察院依法对刑事诉讼、民事审判和行政诉讼实行法律监督的工作。
5. 领导全市人民检察院依法对执行机关执行刑罚的活动是否合法实行监督。
6. 对市中级人民法院确有错误的第一审的判决和裁定，依法向省高级人民法院提出抗诉；对下级人民法院已经发生法律效力、确有错误的判决和裁定，依法向市中级人民法院提出抗诉。
7. 对全市各（市）、区人民检察院在行使检察权中做出的决定进行审查，纠正错误决定。
8. 受理单位和个人的报案、控告、申诉、举报以及犯罪嫌疑人的自首，并领导全市人民检察院的控申举报工作。
9. 规划和指导全市检察机关的检察技术工作。
10. 负责全市检察机关队伍建设和思想政治工作；领导全市人民检察院依法管理检察官及其他检察人员的工作；协同市主管部门管理全市检察机关的机构编制工作。
11. 协同市委主管部门管理和考核各县（市）、区人民检察院检察长；协同地方党委管理和考核各县（市）、区人民检察院副检察长；提请市人民代表大会常务委员会批准或不批准各县（市）、区人民检察院检察长的任免；提请市人民代表大会常务委员会决定任免市人民检察院副检察长、检察委员会委员和检察员。
12. 组织指导全市检察机关干部教育培训工作、规划和指导培训基地及师资队伍建设等工作。
13. 规划和指导全市检察机关的计划财务装备工作。
14. 办理有关的国际司法协助事务和涉外个案协查工作。
15. 管理机关工作人员和本院事业单位的干部，审批本院事业单位的工作计划和发展规划。
16. 负责其他应当由市人民检察院承办的事项。

## 机构设置
职能部门
- 办公室
- 人事处
- 组织教育处
- 新闻宣传办公室
- 第一检察部
- 第二检察部
- 第三检察部
- 第四检察部
- 第五检察部
- 第六检察部
- 第七检察部
- 第八检察部
- 第九检察部
- 第十检察部
- 法律政策研究室
- 案件管理办公室
- 检务督察部（巡察工作领导小组办公室）
- 检察业务保障部（法警支队）
- 检察事务保障部
- 机关党委
- 离退休干部处

派出机构
- 济南市高新区人民检察院
- 济南市城郊区人民检察院

所属单位
- 济南市历下区人民检察院
- 济南市市中区人民检察院
- 济南市槐荫区人民检察院
- 济南市天桥区人民检察院
- 济南市历城区人民检察院
- 济南市长清区人民检察院
- 济南市章丘区人民检察院
- 济南市济阳区人民检察院
- 济南市莱芜区人民检察院
- 济南市钢城区人民检察院
- 济南市平阴县人民检察院
- 济南市商河县人民检察院

## 历任领导
- 丁瑞云（1998年2月－2008年1月）
- 郭鲁生（2008年1月－2015年5月）
- 张振忠（2015年5月－2017年1月5日）
- 宋文娟（2017年4月－2021年1月11日[3]）
- 鲍峰（2021年1月－）